# 정도관
정도관(正道館)은 1956년 이영우에 의해 설립되었으며 국기원을 구성한 최초의 9 관 중 마지막 관이었다. 이에 대해서는 이경명과 강원식(1999)의 "태권도 현대사"에 자세히 설명되어 있다.
청도관의 원생인 이영우 씨는 현 청도관장의 조언에 따라 청도관과 비슷한 이름을 선택하라는 조언을 받아 정도관을 선택했다.
이영우는 2006년 8월 서울에서 사망했다. 그는 사망할 때까지 세계 태권도 연맹에서 활동했고, 국기원 단·품 검은띠 추진위원회 위원을 역임했다.
태권도 정도관은 오늘날에도 존재하지만 형제적 우호 동아리로만 존재한다. 태권도 정도관이 승인한 공식 수련 커리큘럼은 국기원 커리큘럼이다. 정도관 신임 회장은 서명기 사범이다.